# 推理要在晚餐後
《推理要在晚餐後》，日本作家東川篤哉的推理小說。2007年首次在小學館揭載，之後轉移至所屬之PR誌《きらら》(Kirara)上連載。最先連載的六篇故事，於2010年9月集結成書。《推理要在晚餐後2》則在2011年11月於日本上市；《推理要在晚餐後3》在2012年12月於日本上市。
第一部在初版時只印刷7000本。然而上市之後受到各大書店店員強力推薦，銷售急速攀升，上市後第三天就決定加印。本書日本榮獲2011年的書店大獎（本屋大賞）。第一部的銷量至2011年12月為止已到達26刷，總銷售量1,802,000本。小學館的《Petit comic》2011年5月號起由川瀨綾對作品進行漫畫化。現已改編為電視劇，由櫻井翔、北川景子及椎名桔平主演，2011年10月起在富士電視台播出。另外，電影版也在2013年8月3日於日本上映。而動畫版於2025年4月至6月在富士電視台noitaminA和Amazon Prime Video播放。

## 主角
影山（Kageyama）
名字不詳，年齡大約為30歲左右（小說第1集第1話），是寶生家管家兼司機，主要工作是服侍大小姐麗子。雖是管家，影山卻擁有超凡的推理能力，能在聽完案件敘述後，完美的推理出事實真相，因而自稱「安樂椅偵探」。然而在面對案件時，影山常以恭敬卻極為毒舌的話語惹惱麗子。
寶生麗子（Hosho Reiko）
全球大企業「寶生集團」總裁寶生清太郎的獨生女，以優異成績從大學畢業後，選擇成為警視廳國立警署的新人刑警，且工作時隱瞞千金身分。推理能力普通，時常被案件所困。晚上回家後變回大小姐，在晚餐時將案情敘述給執事影山，卻往往被影山的毒舌激怒。
風祭警部（Kazamatsuri keibu）
名字不詳（電視劇中則有全名「風祭 京一郎），是國立署的警部、麗子的上司。同時，他也是汽車製造商「風祭汽車」的少爺，家境優渥。愛車是銀色的Jaguar。推理能力不佳，喜於說出人人看的見的事實。因為把麗子當「小姑娘」看待而被麗子討厭。話雖如此，曾捨身救下寶生麗子。於小說第3部升職，離開警視廳國立警察署（推理要在晚餐後3－道別要在晚餐後）。

## 章節列表
《推理要在晚餐後》
1. 殺人現場請脫鞋（殺人現場では靴をお脱ぎください）初刊：『文藝POST（文芸ポスト）』2007年冬号
2. 來杯殺人紅酒如何？（殺しのワインはいかがでしょう）初刊：『雲母（きらら）』2009年2月号 - 3月号
3. 美麗的薔薇中蘊含著殺意（綺麗な薔薇には殺意がございます）初刊：『雲母』2009年4月号 - 5月号
4. 新娘身陷密室之中（花嫁は密室の中でございます）初刊：『雲母』2009年6月号 - 8月号
5. 請小心劈腿（二股にはお気をつけください）單行本加筆
6. 請看來自死者的留言（死者からの伝言をどうぞ）單行本加筆
7. 文庫版加筆短篇

《推理要在晚餐後2》
1. 您需要不在場證明嗎？（アリバイをご所望でございますか）初刊：『雲母』2011年1月号 - 2月号
2. 殺人時請勿忘了帽子（殺しの際は帽子をお忘れなく）初刊：『雲母』2011年3月号 - 4月号
3. 歡迎光臨殺機派對（殺意のパーティにようこそ）初刊：『雲母』2011年5月号 - 6月号
4. 平安夜來場密室殺人如何？（聖なる夜に密室はいかが）初刊：『雲母』2011年7月号 - 8月号
5. 頭髮是殺人犯的生命（髪は殺人犯の命でございます）初刊：『雲母』2011年9月号 - 10月号
6. 此處並非完全密室（完全な密室などございません）單行本加筆
7. 文庫版加筆短篇

《推理要在晚餐後3》
1. 請勿給予犯人毒藥（犯人に毒を与えないでください）初刊：『雲母』2012年1月号 - 2月号
2. 請勿在這條河川內溺水（この川で溺れないでください）初刊：『雲母』2012年3月号 - 4月号
3. 來自怪盜的挑戰書（怪盗からの挑戦状でございます）初刊：『雲母』2012年5月号 - 6月号
4. 殺人時請利用腳踏車（殺人には自転車をご利用ください）初刊：『雲母』2012年7月号 - 8月号
5. 她被奪走了什麼呢？（彼女は何を奪われたのでございますか）初刊：『雲母』2012年9月号 - 10月号
6. 道別要在晚餐後（さよならはディナーのあとで）單行本加筆
7. 偵探們的饗宴（探偵たちの饗宴）初刊：『DA VINCI』2014年5月号
（與名偵探柯南合作篇、收錄於文庫版中）

## 出版書籍
| 冊數 | 小學館         | 小學館                 | 尖端出版社    | 尖端出版社             | 99读书人  | 99读书人               | 99读书人（2017版） | 99读书人（2017版）     | 99读书人（2023版） | 99读书人（2023版）     |
| 冊數 | 發售日期       | ISBN                   | 發售日期      | ISBN                   | 發售日期  | ISBN                   | 發售日期           | ISBN                   | 發售日期           | ISBN                   |
| ---- | -------------- | ---------------------- | ------------- | ---------------------- | --------- | ---------------------- | ------------------ | ---------------------- | ------------------ | ---------------------- |
| 1    | 2010年9月2日   | ISBN 978-4-09-386280-6 | 2011年8月16日 | ISBN 978-957-10-4560-3 | 2013年9月 | ISBN 978-7-5329-4264-0 | 2017年12月         | ISBN 978-7-02-013434-2 | 2023年预定         | ISBN 978-7-02-018039-4 |
| 2    | 2011年11月10日 | ISBN 978-4-09-386316-2 | 2012年3月6日  | ISBN 978-957-10-4730-0 | 2015年3月 | ISBN 978-7-5329-4194-0 | 2017年12月         | ISBN 978-7-02-013433-5 | 2023年预定         | ISBN 978-7-02-018040-0 |
| 3    | 2012年12月12日 | ISBN 978-4-09-386347-6 | 2013年5月14日 | ISBN 978-957-10-5176-5 | 2015年3月 | ISBN 978-7-5329-4918-2 | 2017年12月         | ISBN 978-7-02-013432-8 | 2023年预定         | ISBN 978-7-02-018041-7 |
| 新   | 2021年3月31日  | ISBN 978-4-09-386608-8 | 2022年5月6日  | ISBN 978-6263163843    |           |                        |                    |                        | 2023年预定         | ISBN 978-7-02-018042-4 |

| 冊數   | 小學館        | 小學館                 |
| 冊數   | 發售日期      | ISBN                   |
| ------ | ------------- | ---------------------- |
| 1      | 2012年10月5日 | ISBN 978-4-09-408757-4 |
| 2      | 2013年11月6日 | ISBN 978-4-09-408870-0 |
| 3      | 2015年1月5日  | ISBN 978-4-09-406115-4 |
| Best版 | 2019年12月6日 | ISBN 978-4-09-406724-8 |

### 改編漫畫
作畫由川瀨綾（川瀬あや）負責，目前不定期連載。單行本共2卷
| 冊數 | 小學館         | 小學館                 | 尖端出版社    | 尖端出版社           | 東立出版社    | 東立出版社             |
| 冊數 | 發售日期       | ISBN                   | 發售日期      | EAN                  | 發售日期      | ISBN                   |
| ---- | -------------- | ---------------------- | ------------- | -------------------- | ------------- | ---------------------- |
| 1    | 2011年11月10日 | ISBN 978-4-09-134168-6 | 2012年2月1日  | EAN 471-77022-4589-4 | 2012年3月22日 | ISBN 978-962-955-951-9 |
| 2    | 2012年8月9日   | ISBN 978-4-09-134609-4 | 2013年1月22日 | EAN 471-77022-5267-0 | 2012年9月24日 | ISBN 978-962-955-987-8 |

## 電視劇
《推理要在晚餐後》（日语：／ Nazotoki wa Dina no Ato de ?）是日本富士電視台於2011年10月18日開始在火九檔播放，一共十集。由櫻井翔主演。與小說原作影山的安樂椅偵探設定不同，電視劇對角色設定的一個很大改動，就是影山為了確保寶生麗子安全而喬裝尾隨麗子辦案。另外，《推理要在晚餐後》特別節目SP在2012年3月27日晚上九點於日本播出，《船上偵探・影山》在2013年7月30日～8月2日深夜時段、《風祭警部的事件簿》在8月2日晚上九點於日本播出。

### 演員表

#### 主要人物
| 演員             | 角色       | 粵語配音                                   | 介紹 | 年齡 |
| 櫻井翔           | 影山       | 張裕東                                     | 寶生家管家兼司機，具備優秀管家所應有的一切技能。為了保護大小姐免於危險，總是隱身守護她的一舉一動。擁有超凡的推理能力，能在聽完案件敘述後推理事實真相。有著以恭敬卻極為毒舌的說話來激怒麗子的惡趣味。 | 30歲 |
| 伊東心愛〔童年〕 | 寶生麗子   | 陳皓宜                                     | 24歲，警視廳國立署刑警，全球性企業「寶生集團」總裁寶生清太郎的獨生女。大學畢業後選擇成為刑警，隱瞞自己的千金小姐身分。推理能力普通，時常被案件所困。自幼接受良好教育，才藝不凡，唯一不擅長的就是跳舞（第四集）。晚上回家後變回大小姐，在晚餐時將案情敘述給影山，但常被影山的說話激怒。最初只認為影山是普通的管家，後來常不甘願地向他求助。 | 24歲 |
| 北川景子         | 寶生麗子   | 陳皓宜                                     | 24歲，警視廳國立署刑警，全球性企業「寶生集團」總裁寶生清太郎的獨生女。大學畢業後選擇成為刑警，隱瞞自己的千金小姐身分。推理能力普通，時常被案件所困。自幼接受良好教育，才藝不凡，唯一不擅長的就是跳舞（第四集）。晚上回家後變回大小姐，在晚餐時將案情敘述給影山，但常被影山的說話激怒。最初只認為影山是普通的管家，後來常不甘願地向他求助。 | 24歲 |
| 椎名桔平         | 風祭京一郎 | 古明華〔第1至10集〕                        | 警視廳國立署警部，麗子、並木、宗森、江尻的上司。汽車製造商「風祭汽車」的少爺，愛車是銀色的Jaguar。推理能力不佳，因當麗子是小姑娘看待而被她討厭。 | 40歲 |
| 椎名桔平         | 風祭京一郎 | 潘文柏〔推理要在晚餐後：溫泉旅館連環凶案〕 | 警視廳國立署警部，麗子、並木、宗森、江尻的上司。汽車製造商「風祭汽車」的少爺，愛車是銀色的Jaguar。推理能力不佳，因當麗子是小姑娘看待而被她討厭。 | 40歲 |

#### 警視廳國立警察署
| 演員     | 角色       | 粵語配音                                   | 介紹                                             | 年齡 |
| 椎名桔平 | 風祭京一郎 | 古明華〔第1至10集〕                        | 警視廳國立署警部，麗子、並木、宗森、江尻的上司。 | 40歲 |
| 椎名桔平 | 風祭京一郎 | 潘文柏〔推理要在晚餐後：溫泉旅館連環凶案〕 | 警視廳國立署警部，麗子、並木、宗森、江尻的上司。 | 40歲 |
| 北川景子 | 寶生麗子   | 陳皓宜                                     | 警視廳國立署刑警。                               | 24歲 |
| 野間口徹 | 並木誠一   | 周良鴻                                     | 警視廳國立署刑警。                               | -    |
| 中村靖日 | 山繁悟     | 周倚天                                     | 警視廳國立署鑑定員。                             | -    |
| 岡本杏理 | 宗森杏美   | 余欣沛〔第1至10集〕                        | 警視廳國立署刑警。                               | -    |
| 岡本杏理 | 宗森杏美   | 成瑤孆〔推理要在晚餐後：溫泉旅館連環凶案〕 | 警視廳國立署刑警。                               | -    |
| 田中小夏 | 江尻由香   | 陳琴雲〔第1至10集〕                        | 警視廳國立署刑警。                               | -    |
| 田中小夏 | 江尻由香   | 凌晞〔推理要在晚餐後：溫泉旅館連環凶案〕   | 警視廳國立署刑警。                               | -    |

### 劇情簡介

#### 第1話
| 演員     | 角色     | 粵語配音 | 介紹                                                                       | 年齡 |
| 伊東四朗 | 唐澤     | 黃子敬   | 寶生家前管家                                                               | 65歲 |
| 木南晴夏 | 吉本瞳   | 成瑤孆   | 田代的原戀人 在自己的房間穿著靴子的遺體被發現                              | －   |
| 戶次重幸 | 田代博之 | 張方正   | 吉本的原戀人 大IT企業的尖子職員 與1年在前被派遣的瞳交往                    | －   |
| 德井優   | 河原健作 | 朱子聰   | 「corporation國立」的房東                                                  | －   |
| 伴杏里   | 白井靴子 | 何璐怡   | 田代的戀人、犯人 「白井靴子」是影山為了方便說明案情而取的假名 自尊心高的人 | －   |
| 今井隆文 | 森谷康夫 | 關令翹   | 住在「corporation國立」的大學生                                            | －   |
| 梅舟惟永 | 杉村惠理 | 羅杏芝   | 「corporation國立」的居民 瞳的酒友 事件的第一發現者                        | －   |

#### 第2話
| 演員       | 角色       | 粵語配音 | 介紹                                                                                 | 年齡 |
| 釋由美子   | 酒吧老闆娘 | 謝潔貞   | 若林院長平常會去的小酒館，案發當晚曾去過一次。                                       | －   |
| 姜暢雄     | 若林修二   | 梁偉德   | 若林院長的二兒子，目前為醫學院大學生。                                               | 24歲 |
| 飯田基祐   | 若林輝夫   | 陳永信   | 若林院長的弟弟，職業為獸醫。                                                         | －   |
| 大和田伸也 | 若林辰夫   |          | 「若林寵物醫院」院長 因喝了氰化鉀的葡萄酒而斃命 考慮與雅美結婚，但輝夫等人強烈地反對 | 62歲 |
| 室剛       | 若林圭一   | 關令翹   | 若林院長的大兒子，春繪的老公。職業為內科醫生。                                       | 36歲 |
| 阿南敦子   | 若林春繪   | 林丹鳳   | 若林圭一的妻子，職業為護士。                                                         | 37歲 |
| 春木美佐夜 | 藤代雅美   | 成瑤孆   | 若林院長的戀人兼保姆，同時是屍體的第一發現者。                                       | －   |
| 庄司龍成   | 近藤雄太   | 陳琴雲   | 住在若林院長對面鄰居的兒子，案發當晚曾目擊院長房間的不尋常現象。                     | 10歲 |

#### 第3話
| 演員     | 角色     | 粵語配音 | 介紹 | 年齡 |
| 水橋研二 | 野崎伸一 | 伍博民   | 人民友黨的國會議員調查大政治家的不法捐款引發話題，成為人民友黨最受矚目的政治人物。不過卻在住宿的酒店內遭到殺害。外型俊俏頗受女性選民歡迎 | －   |
| 松本莉緒 | 澤田繪里 | 林元春   | 東都城電視主播。因採訪野崎的原因而相識，之後開始交往                                                                                     | －   |
| 山崎真實 | 齊藤綾   | 何璐怡   | 在野崎的選舉造勢活動擔任志工的女大學生。                                                                                                 | －   |
| 黒川芽以 | 黛香苗   | 鄭麗麗   | 人民友黨幹事長黛弘蔵的女兒。野崎的未婚妻                                                                                                 | －   |
| 奥田達士 | 宮下弘明 | 劉昭文   | 野崎的第一秘書。事件的第一發現者，他認為野崎是因為金錢糾紛的原因，所以才會遇害                                                           | 43歲 |
| 溫水洋一 | 小林忠彦 | 黃子敬   | 野崎所投宿的飯店男服務員。 | －   |
| 高杉亘   | 杉原聰   | 張錦江   | 野崎的保鏢。與小林所目擊的男人的特徵相符，但本人否認罪行，同時表示有個身高160cm的女性進入了野崎的房間                                    | －   |

#### 第4話
| 演員     | 角色       | 粵語配音 | 介紹                                                                                           | 年齡 |
| 窪田正孝 | 三浦       | 何承駿   | 澤村家附近派出所的警察，案發後至現場協助風祭警部辦案。                                         | －   |
| 小林涼子 | 澤村有里   | 余欣沛   | 新娘，寶生麗子自小的好友。本案的被害者，於婚禮當天在房內被發現背部遭刺，緊急送醫。             | 24歲 |
| 湯江健幸 | 細山照也   | 葉振聲   | 新郎，風祭警部的學長。三年前為在園寺家的顧問律師。                                             | 42歲 |
| 若葉龍也 | 澤村佑介   |          | 澤村有里的弟弟，覺得細山照也是為了錢而與姊姊結婚。                                             | －   |
| 村崎真彩 | 澤村美幸   | 何璐怡   | 澤村有里的妹妹。                                                                               | －   |
| 手塚理美 | 在園寺琴江 | 黃玉娟   | 在園寺家原為明治時代起的名門，但如今已沒落。目前唯一的繼承人就是在園寺琴江，為澤村孝子的遠親。 | 55歲 |
| 栗田洋子 | 澤村孝子   | 雷碧娜   | 有里、佑介、美幸的母親，為援助在園寺琴江如今澤村家搬入在園寺家的宅邸。                         | －   |
| 森本里昂 | 吉田       | 朱子聰   | 在園寺家管家，與寶生麗子同為第一發現者。                                                       | －   |

#### 第5話
| 演員     | 角色               | 粵語配音 | 介紹                                                                           | 年齡 |
| 中村俊介 | 江崎建夫           | 伍博民   | 漫畫家，「國立日記」的作畫者。                                                 | 35歲 |
| 大島蓉子 | 「河井莊」大家長   | 伍秀霞   | 「河井莊」的大家長，菅野由美自12年前開始連載時就住在這裡。                     | －   |
| 藏内秀樹 | 咖啡店「魯邦」老闆 | 陳曙光   | 江崎常去的咖啡店老闆，案發當晚江崎同樣到咖啡店待到11點打烊才離開。             | －   |
| 麻衣子   | 菅野由美           | 陳琴雲   | 本案被害者，被發現陳屍於國立神社內。連載十二年的人氣漫畫「國立日記」的原作者。 | －   |
| 佐伯新   | 友岡弘樹           | 蕭徽勇   | 「國立日記」的編輯。                                                           | －   |
| 半海一晃 | 権藤寛治           | 朱子聰   | 第一發現者，國立神社的宮司。                                                   | －   |
| 圓城寺綾 | 松原久子           | 雷碧娜   | 菅野由美的鄰居，聲稱案發當晚九點半目擊死者。                                   | －   |

#### 第6話
| 演員     | 角色       | 粵語配音 | 介紹 | 年齡 |
| 日村勇紀 | 藥局店員   | 蕭徽勇   | 案發當天曾目擊恭子，因不明原因恭子突然大笑，看似中邪。 | －   |
| 田島令子 | 藤倉文代   | 林丹鳳   | 藤倉家女主人。 | －   |
| 淺野和之 | 藤倉幸三郎 | 朱子聰   | 藤倉家目前當家、藤倉酒店的社長。實際上是藤倉家入贅的女婿，其妻藤倉文代才是藤倉家的正統。 | －   |
| 袴田吉彥 | 藤倉雅彦   | 張錦江   | 藤倉家女婿、美奈子的老公，目前繼承藤倉酒店。 | －   |
| 山中崇   | 藤倉俊夫   | 伍博民   | 藤倉幸三郎的兒子、美奈子的弟弟，是恭子的未婚夫，經表弟寺岡裕二介紹而與恭子認識。 | －   |
| 遊井亮子 | 藤倉美奈子 | 朱妙蘭   | 藤倉幸三郎的女兒、雅彦的妻子、俊夫的姊姊。 | －   |
| 新井美羽 | 藤倉里香   | 余欣沛   | 雅彦與美奈子的女兒，在倉庫發現恭子偷養的黑貓。 | －   |
| 金井勇太 | 寺岡裕二   | 關令翹   | 藤倉家親戚（俊夫的表弟），是恭子的學長，為本次案件的第一發現者。 | －   |
| 建美里   | 黒川紅子   | －       | 國立七大不可思議—紅薔薇的詛咒的主角。據傳，在明治時代曾有一名叫紅子的女傭在藤蒼家工作，後來紅子與藤蒼家的長子相戀，然而藤倉家其他人十分憤怒且不能諒解，甚至殺死紅子的黑貓，並使紅子於薔薇園上吊自殺，此後藤蒼家接二連三發生不幸的事，自此但凡是打算對薔薇園做不利的事的人都會被詛咒。 | －   |
| 山口步   | 高原恭子   | －       | 本案被害者，是在車站附近俱樂部工作的公關小姐，大約一個月前開始寄居於藤倉家。 | 25歲 |
| 池谷伸枝 | 辻本郁子   | 伍秀霞   | 恭子的同事，俱樂部的媽媽桑。 | －   |

#### 第7話
| 演員       | 角色       | 粵語配音 | 介紹                                             | 年齡 |
| 佐藤惠     | 久保早苗   | 鄭麗麗   | 案件的第一發現者，神岡美紀於服裝公司的同事。     | －   |
| 塚地武雅   | 米山昇一   | 張錦江   | 米山汽車修理廠廠長，是神岡的房東。               | 43歲 |
| 田山涼成   | 藤咲孝太郎 | 陳永信   | 帽子商，麗子為其15年以上的老客戶。               | 54歲 |
| 弓削智久   | 安田孝彦   | 曹啟謙   | 目前無業，神岡美紀的前男友。                     | 31歲 |
| 我修院達也 | 増渕信二   | 黃子敬   | 國立市立大學的教授，神岡美紀的老師。             | 57歲 |
| 於保佐代子 | 藤咲幸代   | 成瑤孆   | 藤咲孝太郎的女兒。                               | －   |
| 矢柴俊博   | 上司       | 蕭徽勇   | 神岡美紀於服裝公司的上司。                       | －   |
| 桂亞沙美   | 神岡美紀   | 謝潔貞   | 本案被害者，陳屍於自宅浴缸中。服裝公司的設計師。 | 28歲 |

#### 第8話
| 演員       | 角色       | 粵語配音 | 介紹 | 年齡 |
| 早織       | 森雛子     | 梁少霞   | 寶生麗子的高中同學，高一的秋天才轉入。                                                                     | 24歲 |
| 岩佐真悠子 | 桐生院綾華 | 何璐怡   | 桐生院財團千金，同樣是寶生麗子的高中同學，與麗子常鬥嘴。                                                   | 24歲 |
| 森寬和     | 宮本夏希   | 林元春   | 麗子國中認識的朋友，出身醫學世家，是性格率真的大姊頭。                                                     | 24歲 |
| 平愛梨     | 木崎麻衣   | 成瑤孆   | 寶生麗子的高中同學，性格拘謹緘默，其父是日本畫大師木崎觀山，其母則是書法名家木崎萬葉。                     | 24歲 |
| 入山法子   | 永瀬千秋   | 劉惠雲   | 模特兒，與染田低調交往中，但近日打算結婚。                                                                 | －   |
| 福士誠治   | 染田松五郎 | 曹啟謙   | 大麗子兩屆的學長，為歌舞劇演員，染田松五郎是傳承的名號。其堂號為玉乃屋，因此被麗子等學妹私底下暱稱為小玉。 | 26歲 |
| 淺利陽介   | 西山珠樹   | 伍博民   | 寶生麗子的高中同學，目前擔任染田的助理。                                                                   | 24歲 |
| 笛木優子   | 手代木瑞穂 | 曾佩儀   | 染田的姊姊，目前似乎掌管著染田家。                                                                         | －   |

#### 第9話 & 最終話
| 演員       | 角色         | 粵語配音 | 介紹 | 年齡 |
| 石黑賢     | 佐藤武雄     | 潘文柏   | 天道靜子合作多年的編輯。 | 46歲 |
| 高橋瞳     | 天道靜子     | 沈小蘭   | 日本銷量第一的推理小說家。老公欠了一大筆債，變賣著作權等值錢財物後就帶著鉅款逃走，因此天道靜子將里美託人照顧，自己專心寫作償還債務維持生計。 | －   |
| 橋本智     | 立花邦夫     | 朱子聰   | 硬漢派路線推理小說作家。 | －   |
| 三浦理恵子 | 宮地沙織     | 曾佩儀   | 美食題材推理小說作家。 | －   |
| 佐戸井賢太 | 川俣宗助     | 陳永信   | 旅行題材推理小說作家。 | －   |
| 矢部健志   | 國岡二郎     | 蕭徽勇   | 幽默題材推理小說作家。 | －   |
| 上原美佐   | 劍持留美     | 黃玉娟   | 當紅新人推理小說家，被稱作天道靜子第二。因近來當紅銷量不錯，講話顯得尖酸傲慢，在同行中樹敵不少。                                             | 28歲 |
| 青木和代   | 田口米子     | 林丹鳳   | 天道家的女傭。 | －   |
| 菊池和澄   | 天道里美     | 成瑤孆   | 天道靜子的女兒。 | 13歲 |
| 山田明郷   | 「Noel」店主 | 林國雄   | 影山趁麗子辦案時到訪的蛋糕店老闆。 | －   |
| 田中要次   | 拘留所的男子 | 葉振聲   | 與影山在拘留所關在同間房的男子，面貌兇惡。                                                                                                   | －   |
| 高橋英樹   | 寶生清太郎   | 陳曙光   | 全球性企業「寶生集團」總裁 寶生麗子的父親 | －   |

#### 特別篇
| 演員       | 角色          | 粵語配音 | 介紹 | 年齡 |
| 國村隼     | 鈴木元氣      |          | 在沖繩的街頭畫家，目前借住在居酒屋。 | －   |
| 麻生祐未   | 中里真紀      |          | 鈴木元氣借住的居酒屋老闆娘。 | －   |
| 佐野史郎   | 手塚道則      |          | 收集許多名人的簽名。 | －   |
| 池田鉄洋   | 島袋俊一      |          | 沖繩一間飯店的老闆，風祭警部的表弟。 | －   |
| 國仲涼子   | 服部祥子      |          | 藝術雜誌的寫手，凌晨一點松下慶山相約訪談，隨後不久發現松下的畫室失火而報警。風祭警部約會的對象之一。                                                                   | 32歲 |
| 加藤夏希   | 相原美咲      |          | 本職為時尚模特兒，松下慶山畫作的模特兒，風祭警部約會的對象之一。 | －   |
| 堀内敬子   | 為永友江      |          | 與松下慶山關係不錯的畫廊老闆，風祭警部約會的對象之一。 | －   |
| 鮑比奧洛剛 | Punch-out Joe |          | 地下保齡球賽王者。 | －   |
| 高嶋政宏   | 田沼郁夫      |          | 中里真紀的前夫。 | －   |
| 輕部真一   | 記者          |          | 松下慶山案的訪問記者。 | －   |
| 川端健嗣   | 記者          |          | 松下慶山案的訪問記者。 | －   |
| 北川景子   | 小鈴孔        |          | 影山於香港巧遇的女子，相貌與麗子幾乎一樣（同為北川景子飾演），知名鋼琴演奏家。為了到沖繩見自己失散多年的父親，向影山謊稱自己被黑道追殺，但實際上是經紀人與保鏢在找她。 | －   |

#### 特別篇 船上偵探影山
CASE1 請注意船上小偷
- 中村獅童
- Jonathan Aaron Sieger（日语：ジョナサン・シガー）

CASE2 是不是找王子殿下？
- 有村架純
- 夕輝壽太

CASE3 畫筆是在哪裡中消失的？
- 小島聖（日语：小島聖）
- 磯村楓 - 小林星蘭（日语：小林星蘭）

CASE4 秘密事請使用暗號
- 吉田鋼太郎
- 小島藤子

#### 特別篇～風祭警部的事件簿～
| 演員       | 角色       | 粵語配音 | 介紹 | 年齡 |
| 余貴美子   | 光川       | 陸惠玲   | 風祭財閥的女僕，時時提醒風祭要有紳士風度                                                                      | －   |
| 矢田亞希子 | 佐藤夏希   | 朱妙蘭   | 國立市市長，「浦島營部」投宿客人                                                                              | －   |
| 根岸季衣   | 兒玉絹江   | 謝潔貞   | 龍宮溫泉「浦島營部」女主人，在密室狀態的儲藏室被殺害。接手負債的安城家所擁有的旅館                            | －   |
| 佐藤二朗   | 阿部 豐    | 招世亮   | 風祭的同期，國立警察署龍宮溫泉駐在所警察部長                                                                  | －   |
| 原田夏希   | 前田俊子   | 林元春   | 原名安城美穗子 「浦島營部」中居兼服侍女主人的人 受女主人嚴厲指導，負責女主人的許多業務                        | －   |
| 小澤真珠   | 兒玉和美   | 黃昕瑜   | 兒玉家長女 「浦島營部」客席主任                                                                               | －   |
| 岩崎裕美   | 兒玉琴美   | 張頌欣   | 兒玉家次女 「浦島營部」營業主任。與母親沒有血緣關係。為了重整旅館並顧及未來的發展，而向土地開發公司的佐藤求助 | －   |
| 丸山智己   | 手塚 聰    | 梁偉德   | 「浦島營部」大廚                                                                                              | －   |
| 半海一晃   | 金森       | 林國雄   | 「浦島營部」掌櫃                                                                                              | －   |
| 黑田佳子   | 安城淳子   | 林丹鳳   | 「浦島營部」原年輕女掌櫃                                                                                      | －   |
| 木下隆行   | 綿貫       | 蔡德鈞   | 居住在國立市的龍宮溫泉駐場藝術家。受國立市的委託，製作黃金雕像「國立獅子」                                    | －   |
| 小須田康人 | 小山田信治 | 蔡德鈞   | 國立市市長的秘書                                                                                              | －   |
| 笨蛋節奏   | 佐藤 薫    | 馮錦堂   | 土地開發公司職員。由於標識改變，而在前往「浦島營部」的半路上迷路                                              | －   |
| 小林高鹿   | 小栗忠順   |          | 將國立小金幣埋藏在龍宮溫泉的某處                                                                              | －   |

### 製作人員
- 原作：東川篤哉《推理要在晚餐後》（第1、2、3、4、6、9、10集）、《推理要在晚餐後2》（第5、7、8集、特別篇）（小學館刊）
- 編成企劃：成河廣明、佐藤未鄉
- 企劃統括：瀧山麻土香
- 企劃協力：立松嗣章
- 編劇：黑岩勉
- 音樂：菅野祐悟
- 製作人：永井麗子
- 導演：土方政人、石川淳一、村谷嘉則
- 製作：富士電視台
- 製作著作：共同電視台

### 收視率
| 集數                                                     | 播放日期       | 日文副標題 | 中文副標題                                          | 導演     | 收視率 | 備註           |
| Story1                                                   | 2011年10月18日 |            | 名探偵登場！…殺人現場請脫鞋！？                     | 土方政人 | 18.1%  | 初回延長15分鐘 |
| Story2                                                   | 2011年10月25日 |            | 來杯殺人紅酒如何                                    | 土方政人 | 16.1%  |                |
| Story3                                                   | 2011年11月1日  |            | 請小心劈腿                                          | 石川淳一 | 16.4%  |                |
| Story4                                                   | 2011年11月8日  |            | 新娘身陷密室之中                                    | 石川淳一 | 16.7%  |                |
| Story5                                                   | 2011年11月15日 |            | 您需要不在場證明嗎？                                | 土方政人 | 15.9%  |                |
| Story6                                                   | 2011年11月22日 |            | 美麗的薔薇中蘊含著殺意                              | 村谷嘉則 | 14.9%  |                |
| Story7                                                   | 2011年11月29日 |            | 殺人之際勿忘帽子                                    | 石川淳一 | 15.1%  | 延長15分鐘     |
| Story8                                                   | 2011年12月6日  |            | 歡迎光臨殺機派對                                    | 土方政人 | 15.4%  |                |
| Story9                                                   | 2011年12月13日 |            | 聖誕夜請看來自死者的留言                            | 石川淳一 | 15.2%  |                |
| Story10                                                  | 2011年12月20日 |            | 聖誕夜請看來自死者的留言…大小姐、我的謎底是否解出？ | 土方政人 | 15.4%  | 延長30分鐘     |
| 平均收視率15.93%（收視率由Video Research於關東地區統計） |                |            |                                                     |          |        |                |
| 特別篇1                                                  | 2012年3月27日  |            | 特別篇                                              | 土方政人 | 14.7%  |                |
| 特別篇2                                                  | 2013年8月2日   |            | 特別篇～風祭警部的事件簿～                          | 土方政人 | 14.7%  |                |

## 電影
《推理要在晚餐後》電影版於2013年由東寶株式會社發行上映。

### 概要
東川篤哉著的同名推理小說為藍本，2011年播出連續電視劇，2012年推出舞台劇，2013年拍攝電影版。本作由土方政人擔任導演。
與使用原作的電視劇版本不同，電影版劇本為全新創作，舞台設定在豪華客船上，突如其來的殺人事件，使得船上3000名乘客成為嫌疑犯。本作品在新加坡拍攝，故事的舞台「處女星號」為當時亞洲最大的豪華客船。

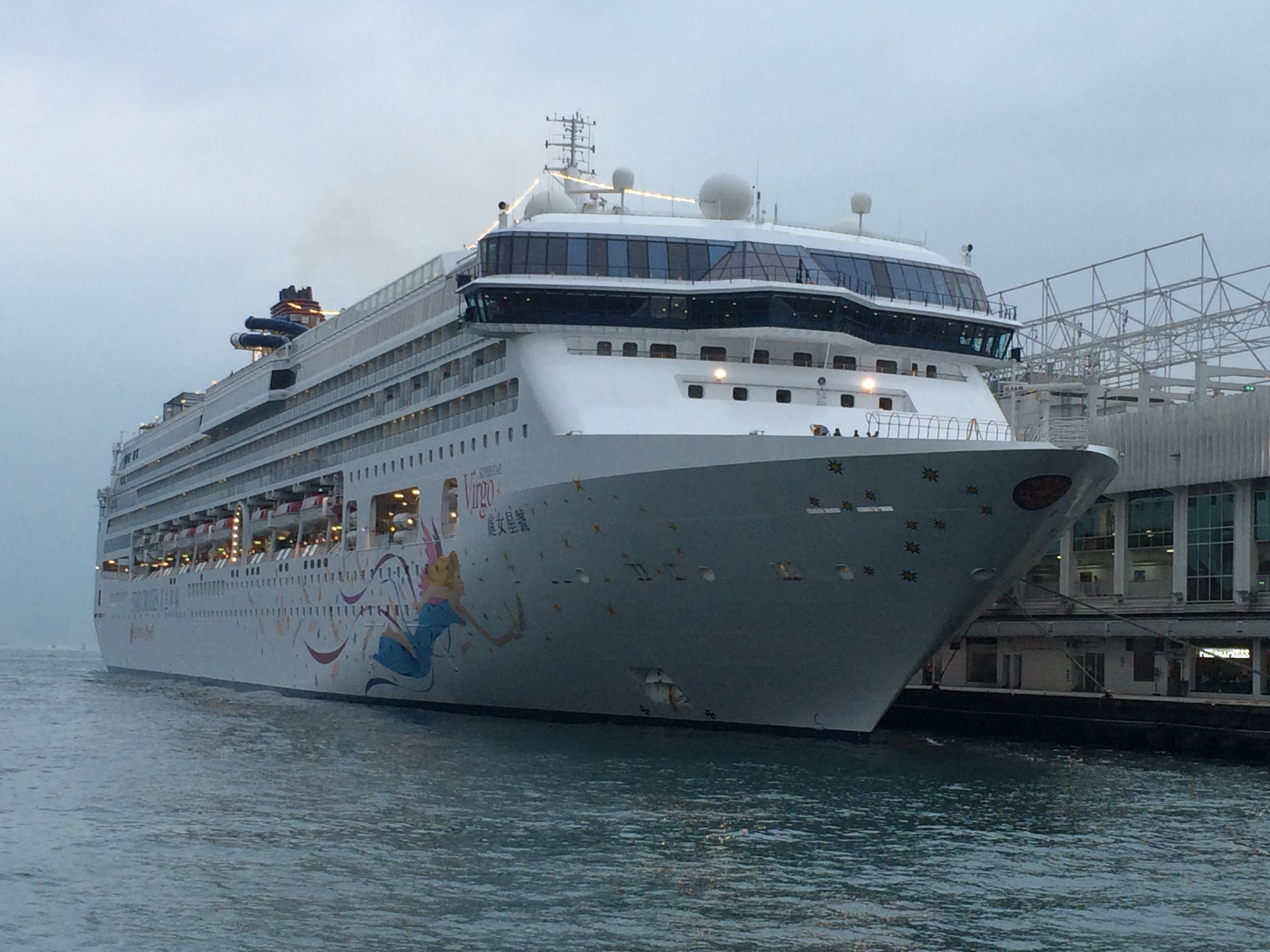
故事的舞台「處女星號」

### 演員
- 影山：櫻井翔（粵語配音：張裕東）
- 寶生麗子：北川景子（粵語配音：陳皓宜）
- 風祭京一郎：椎名桔平（粵語配音：潘文柏）
- 並木誠一：野間口徹（日语：野間口徹）（粵語配音：李致林）
- 山繁悟：中村靖日（日语：中村靖日）（粵語配音：周倚天）
- 宗森杏美：岡本杏理（粵語配音：羅孔柔）
- 江尻由香：田中小夏（日语：田中こなつ）（粵語配音：陳琴雲）
- 藤堂卓也（客房部經理）：中村雅俊（粵語配音：張炳強）
- 藤堂凜子（歌手，卓也的女兒）：櫻庭奈奈美（粵語配音：何寶珊）
- 石川天明（廚師）：要潤（粵語配音：黃啟昌）
- 結城千佳（船醫）：黑谷友香（粵語配音：曾秀清）
- 松茂準一（警衛主任）：甲本雅裕（日语：甲本雅裕）（粵語配音：張錦江）
- 高圓寺雄太（賭徒，健太的弟弟）：大倉孝二（日语：大倉孝二）（粵語配音：李震權）
- 枕崎美月（船內新聞報的編輯人員）：村川繪梨（日语：村川絵梨）（粵語配音：曾佩儀）
- 唐澤（寶生家的前任管家）：伊東四朗（日语：伊東四朗）（特別演出）（粵語配音：林國雄）
- 京極天（乘客）：生瀬勝久（粵語配音：李錦綸）
- 高圓寺健太（賭徒）：竹中直人（粵語配音：招世亮）
- 海原真之介（船長）：鹿賀丈史（粵語配音：馮志輝）
- 熊澤美穗／魅影所羅斯（乘客）：宮澤理惠（粵語配音：陸惠玲）
- （乾洗部經理）：兒嶋一哉（粵語配音：劉奕希）
- 京極天的秘書：志賀廣太郎（日语：志賀廣太郎）（粵語配音：林國雄）
- 麗子公主號酒吧的員工：中野美奈子
- 麗子公主號賭場裡的商人：田所豐（日语：ダイアモンド☆ユカイ）
- 麗子公主號輪機員：田中要次（日语：田中要次）（粵語配音：劉昭文）
- 麗子公主號廚師：六角精兒（日语：六角精児）（粵語配音：陳永信）
- 雷蒙.楊（被害人）：團時朗
- 18年前客輪保安人員：石井正則（粵語配音：馮錦堂）

### 舞台劇
劇本由村上大樹創作，2012年8月31日到9月9日於天王州銀河劇場舞台公演，此為西山茉希首次演出舞台劇。據說舞台劇版從電視劇版播出就已經開始籌畫。

#### 主要演員
- 影山：DAIGO
- 寶生麗子：西山茉希
- 風祭京一郎：Wentz瑛士

#### 其他演員
- 橋本愛實
- 長田奈麻（日语：長田奈麻）
- 丸山敦史
- 村上航（日语：村上航）
- 吹田早哉佳（日语：吹田早哉佳）
- 乃木涼介（日语：乃木涼介）
- 綾那
- 辻修（日语：辻修）
- 棈木真菜
- 間中優子
- 佐藤美智子（日语：あめくみちこ）
- 千代田信一
- 三枝貴志
- 丸尾歩（日语：丸尾歩）

## 外部連結
- 《推理要在晚餐後》特設網頁 （页面存档备份，存于）

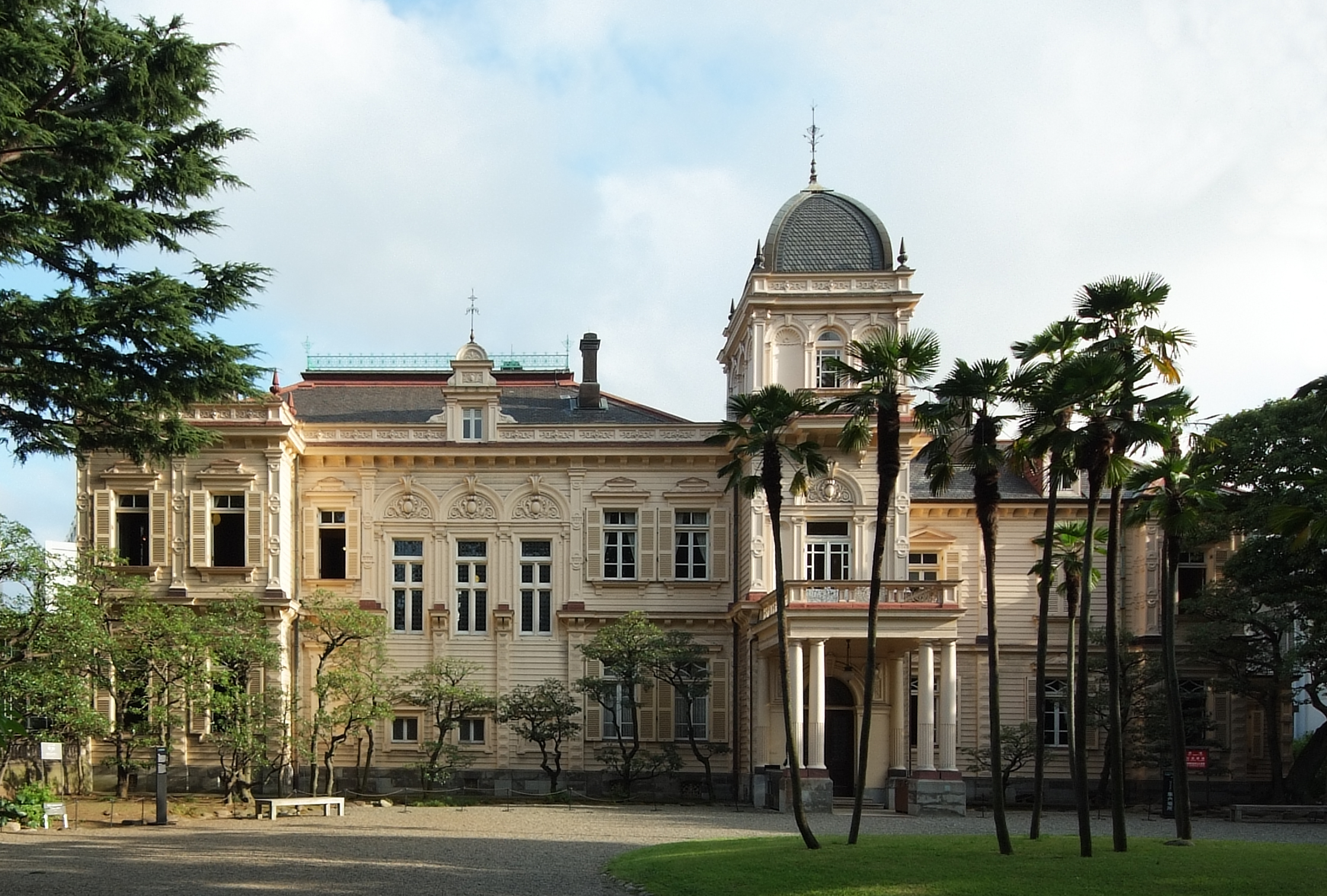
寶生家的外景拍攝地為舊岩崎邸庭園

- 富士電視台《謎解きはディナーのあとで》
- 緯來日本台《推理要在晚餐後》官網 （页面存档备份，存于）
- ifilm .YouTube上的8.9《推理要在晚餐後》正式預告 超人氣百萬暢銷小說改編 櫻井翔 × 北川景子.2013-07-11

## 節目的變遷
| 日本 富士電視台 週二晚間火九連續劇星期二21:00－21:54     | 日本 富士電視台 週二晚間火九連續劇星期二21:00－21:54 | 日本 富士電視台 週二晚間火九連續劇星期二21:00－21:54 |
| -------------------------------------------------------- | ---------------------------------------------------- | ---------------------------------------------------- |
|                                                          | 推理要在晚餐後 （2011.10.18 - 2011.12.20）           |                                                      |
| 絕對零度～未解決事件特命搜查～ （2011.7.12 - 2011.9.20） | Strawberry Night （2012.1.10 - 2012.3.20）           |                                                      |

| 臺灣 緯來日本台 週一至週五晚上9點                           | 臺灣 緯來日本台 週一至週五晚上9點                 | 臺灣 緯來日本台 週一至週五晚上9點     |
| ----------------------------------------------------------- | ------------------------------------------------- | ------------------------------------- |
|                                                             | 推理要在晚餐後 （2011年12月28日 - 2012年1月10日） |                                       |
| CONTROL～犯罪心理搜查～ （2011年12月13日 - 2011年12月27日） | 原來是美男 （2012年1月11日 - 2012年1月20日）      |                                       |
| 週一至週五 22:00－23:00                                     |                                                   |                                       |
| 最強名醫 （2012年4月12日 - 2012年5月7日）                   | 推理要在晚餐後 （2012年4月24日 - 2012年5月7日）   | 陽子 （2012年5月8日 - 2012年6月27日） |

| 香港 無綫電視J2 星期六 21:35－22:35 8月18日暫停播映                      | 香港 無綫電視J2 星期六 21:35－22:35 8月18日暫停播映 | 香港 無綫電視J2 星期六 21:35－22:35 8月18日暫停播映 |
| ------------------------------------------------------------------------ | --------------------------------------------------- | --------------------------------------------------- |
|                                                                          | 推理要在晚餐後 （2012.07.07 - 2012.09.15）          |                                                     |
| （2012.04.21 - 2012.06.30）                                              | （2012.09.22 - 2012.12.01）                         |                                                     |
| 星期六 20:30－22:45                                                      |                                                     |                                                     |
| （2013.05.25 - 2013.08.03） （2013.08.10） （2013.08.17） （2013.08.24） | （2013.08.31）                                      | （2013.09.07）                                      |
| 星期一至五 14:00 - 15:00 3月27日 14:00 - 15:15 4月9日 14:00 - 15:35      |                                                     |                                                     |
| （2014.03.12 - 2014.03.26）                                              | 推理要在晚餐後 （2014.03.27 - 2014.04.09）          | （2014.04.10 - 2014.05.08）                         |

| 印度尼西亞 新加坡 緬甸WakuWaku Japan 星期五 晚上9點 | 印度尼西亞 新加坡 緬甸WakuWaku Japan 星期五 晚上9點 | 印度尼西亞 新加坡 緬甸WakuWaku Japan 星期五 晚上9點 |
| --------------------------------------------------- | --------------------------------------------------- | --------------------------------------------------- |
|                                                     | 推理要在晚餐後 特別篇 （2017.2.24）                 |                                                     |
| （2016.12.2－2017.2.17）                            | （2017.3.3－2017.5.12）                             |                                                     |